# Kylverstenen
Kylverstenen er en runesten fra 400-tallet e.Kr. Stenen blev fundet i Stånga socken på Gotland 1903 under en udgravning ledet af skolelæreren Hans Hansson. Stenen opbevares i dag på Statens historiska museum i Stockholm. 
Indskriften er ristet på indersiden af en sten, der har været den ene side af en gravkiste, og antages derfor at have en magisk funktion, muligvis for at binde den døde til graven. Kylverstenen er en af få runeindskrifter hvor hele den urgermanske futharken er ristet, i rækkefølgen f u þ a r k g w h n i j p e/ï R/z s t b e m l ŋ d o. Futharken anses for verdens ældste.  Ud over futharken er palindromet s u e u s indristet (læg mærke til at s-runen har en yngre form), et ord som antages at have magisk betydning. Ristningen ligger også til grund for Sigurd Agrells i dag stærkt betvivlede uthark-teori.
Kylverstenens futhark rentegnet: 

## Eksterne links
- Inventarienummer SHM 13436 i Historiska museet
- Billede i Riksantikvarämbetets Kulturmiljöbild
- Kylverstenen i Runenprojekt Kiel Arkiveret 12. december 2013 hos  Wayback Machine
- Fotografier af Kylverstenen
- Kylverstenens betydning for hele den germanske kultur

57°17′08″N 18°26′25″Ø / 57.2855°N 18.44015°Ø